# ویستو، یورک‌شر شمالی
ویستو (به انگلیسی: Wistow) یک روستا و محله مدنی در بریتانیا است که در سلبی واقع شده‌است. ویستو ۱٬۳۳۳ نفر جمعیت دارد.